# 다큐멘터리 영화

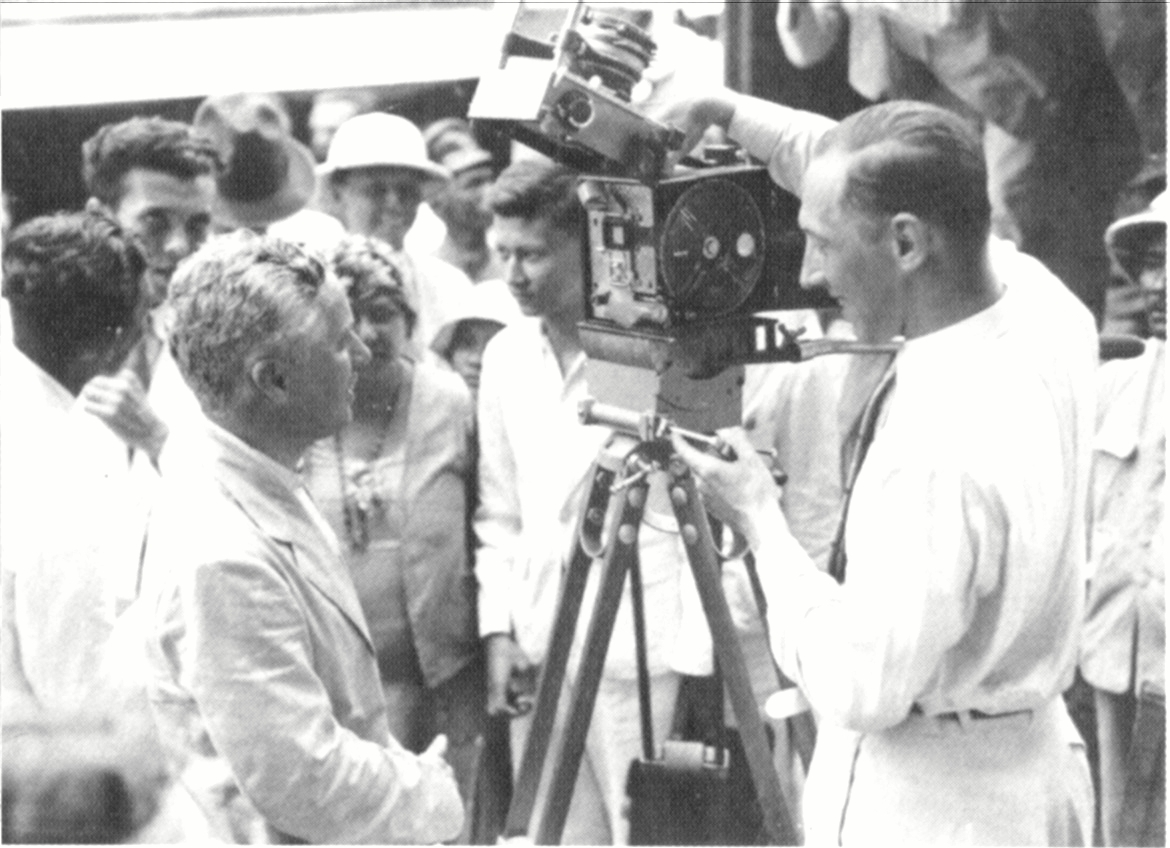

다큐멘터리 영화(영어: Documentary Film), 또는 기록 영화(記錄映畵)는 사실을 기록하려고 시도한 논픽션 형태의 시각적인 작품이다. "다큐멘터리"라는 단어는 라틴어 "documentum"에서 유래되었다.

## 개요
다큐멘터리 영화는 드라마나 픽션에 대응하는 말로서 사실의 기록에 입각하여 제작하는 작품이며, 사실 자료들을 쌓아 올림으로써 일반적으로 어떤 하나의 문제 의식을 호소하고자 한다. 그 목적하는 바로 본다면 드라마나 픽션과 공통되는 점이다.
어떤 문제 의식을 제기하고자 할 때에 현실적인 생경(生硬)한 점을 부드럽게 하여 미화해서 표현하려고 하는 방법이 드라마나 픽션이다. 문제가 개인의 심리에 관한 경우 또는 인간 관계에 관한 경우 등에는 드라마에 의하여 표현하는 것이 보통이다.
문제의 본질이 사회에 있거나 개인의 힘으로는 해결할 수 없는 데에 있는 경우 등에는 흔히 드라마에 의하여 표현하지만 다큐멘터리에 의한 문제의 제시는 더욱 강렬한 인상을 줄 수가 있다.
하지만 다큐멘터리는 드라마나 픽션과는 달리 사실 정보에 전적으로 입각하여 내용이 전개된다. 여기서 문제가 되는 것이, 다큐멘터리의 '진실성'이다. 다큐멘터리 제작자가 보여 주고 싶은 것을 보여 주기 때문에, 다른 정보는 배제될 수 있다. 이렇게 되면 진실성이 상당히 떨어지며, 또한 문제가 되는 것이 다큐멘터리의 주제에 제작자가 얼마나 참여하는 가에 있다. 드라마나 픽션보다 주제에 대한 사실 전개가 중요한 다큐멘터리에 있어서 이것은 상당한 논란이 된다.

## 같이 보기
- 논픽션
- 다큐멘터리 텔레비전 프로그램
- 우리학교
- 그라운드의 이방인
- 《브링 홈》